# Max (Storch)

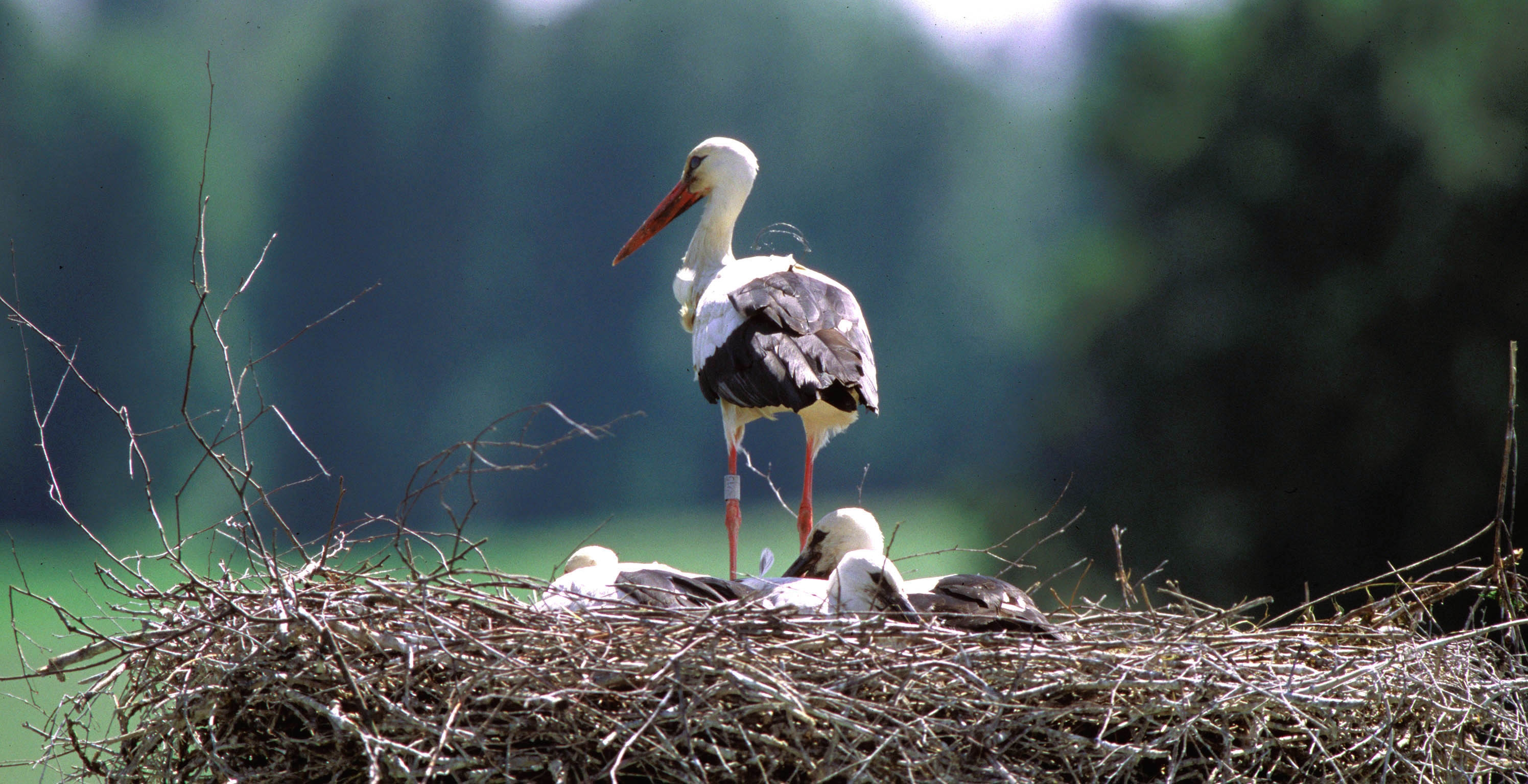
Max der Storch im Nest in der Schweiz mit drei Jungtieren

Der Weissstorch Max, bei dem es sich trotz des männlichen Namens um ein Weibchen handelte, galt als bekanntester Storch der Schweiz. Mit einem Satellitensender ausgestattet, flog die Störchin in ihrem Leben insgesamt über 60'000 Kilometer weit.
Max schlüpfte um den 20. Mai 1999 in der Nähe von Avenches in der Schweiz. Am 5. Juli 1999 wurde sie beringt (Nr°6215) und trug seither einen Argos-Sender. Damit konnte sie vom Naturhistorischen Museum Freiburg regelmässig lokalisiert werden.
Die Mutter von Max war in Mannheim geschlüpft und wurde am 19. Juni 1997 in Radolfzell beringt (Nr. 06407). Während ihrer Migration machte sie einen Halt bei Bulle in der Westschweiz. Da sie sehr geschwächt war, wurde sie am 4. September 1997 eingefangen und in die Pflegestation des Naturhistorischen Museums in Freiburg gebracht. Nach ihrer Genesung konnte sie am 12. September 1997 beim Haras, dem Schweizer Nationalgestüt in Avenches, in die Freiheit gelassen werden. Sie blieb dort bis 1999, wo sie zum ersten Mal zusammen mit ihrem Partner einen Jungvogel aufzog. Er erhielt den Namen «Max» zu Ehren von Max Bloesch (1908–1997), der sich jahrzehntelang für den Weissstorch in der Schweiz und insbesondere für dessen Wiederansiedlung einsetzte. Erst nach drei Jahren wurde klar, dass es sich bei Max um ein Weibchen handelte. Der Name wurde jedoch nicht mehr geändert.
Max brütete zum ersten Mal im Jahr 2002 bei Tüfingen in Deutschland und hatte insgesamt 31 Nachkommen. In den ersten acht Wintern zog sie über die Meeresenge von Gibraltar bis nach Marokko, doch ab 2008 verbrachte sie den Winter in Spanien, kehrte jedoch regelmäßig nach Tüfingen zurück, um zu brüten. Seit 2010 ist Max Weltrekordhalter für die längste Satellitenüberwachung eines Tieres.
Im Dezember 2012 wurde sie von Ornithologen in Spanien tot aufgefunden, als der Kadaver bereits teilweise aufgefressen war.